# بولهد (داکوتای جنوبی)
بولهد(به انگلیسی: Bullhead) شهری در ایالت داکوتای جنوبی کشور ایالات متحده آمریکا است که جمعیت آن در سرشماری سال ۲۰۱۰ میلادی، ۳۴۸ نفر بوده‌است.